# Llei de fugues
Es coneix com a llei de fugues la pràctica consistent en simular la fugida d'un detingut i abatre'l a trets amb aquesta excusa.
Va ser reclamada el 1920 pel governador civil de Barcelona o Martínez Anido. Va ser molt usada a l'Estat Espanyol, especialment entre els anys 1920 i 1923, per a reprimir el moviment obrer i anarquista. El seu punt àlgid va ser el 1921.
Anteriorment ja havia estat aplicada de forma no oficial. Julián de Zugasti, governador civil de Còrdova fou el primer a aplicar la Llei de fugues de forma sistemàtica, des de 1870, per reprimir el creixement del bandolerisme a la zona. En pocs mesos, desenes de bandolers capturats per la Guàrdia Civil van morir, segons les versions oficials, en intentar escapar.
Aprovada el gener del 1921 pel govern d'Eduardo Dato, la llei de fugues autoritzava a disparar a qualsevol policia davant l’intent de fuga d’un detingut. Aquell mes, es van fer 36 autòpsies d’obrers amb trets a l'esquena. En molts casos obrers empresonats eren posats en llibertat a altes hores de la matinada i a la sortida de la presó eren morts a trets amb la justificació que volien escapar-se. En altres casos, el detingut era assassinat a la comissaria, però l'informe atribuïa la mort a un intent de fuga durant un trasllat inexistent.
Entre les primeres víctimes de l'aplicació llei de fugues contra el moviment obrer, ja abans de l'aprovació del govern, hi hagué Miquel Burgos, president del sindicat obrer de la CNT, durant la vaga de la Canadenca, el 31 de març de 1919, l'escriptor i periodista rus bolxevic Vladimir Tinikoff, a Saragossa, i Gregori Daura Ràdua, militant de la CNT, mort el 5 de desembre de 1920. També hi ha constancia verificada de la seua aplicació als militants valencians de la CNT Marià Escrivà, Camil Albert i Josep Franqueza a Sueca el 21 de juny de 1920.
Miguel Primo de Rivera, aleshores capità general de València, en una carta de 1920 a Eduardo Dato, aleshores president del govern espanyol, li deia:
| «                              | Comprenc que l'instint de defensa busqui mitjans extralegals... Una redada, un trasllat, un intent de fuga i uns trets començaran a resoldre el problema. | » |
| — Miguel Primo de Rivera, 1920 | |   |

El 19 de gener de 1920 eren detinguts sis sindicalistes a l'avinguda del Paral·lel de Barcelona, 4 d'ells Joan Villanueva, Juli Peris, Ramon Gomar varen aparèixer morts l'endemà i Dídac Parra greument ferit. La polícia digué que havien intentat escapar durant el trasllat a la presó Model per la Guàrdia Civil de matinada, però en realitat foren executats en un solar a la Via Laietana, com testimonià Parra. La mateixa nit moriren pels trets de la policia a Barcelona el mariner Miquel Salinas Muñoz, el cambrer Vicent Peñarroya, i el dependent de farmàcia Joan Cassadó Barceló.
La utilització de llei de fugues s'afegia al pistolerisme patronal contra el moviment obrer, i intensificà el conflicte cada vegada més cruent entre empresaris, govern i treballadors. Com a resposta a la seva aprovació, tres militants anarquistes catalans mataren el president del govern Dato a Madrid el 8 de març de 1921.
El juny de 1921 la policia assassinava a porta de la presó Model de Barcelona els dirigents anarquistes Evelio Boal i Antoni Feliu, quan acabaven de ser alliberats, en aplicació de l’anomenada “llei de fugues.
Morts i ferits en la repressió patronal i militar del període 1919 - 1923, entre les quals les execucions aplicades amb la lei de fugues:
| Any  | Morts | Víctimes (**) |
| 1919 | 10    | 24            |
| 1920 | 42    | 108           |
| 1921 | 96    | 172           |
| 1922 | 27    | 32            |
| 1923 | 31    | 59            |